# Daniel Pfister (Rennrodler)

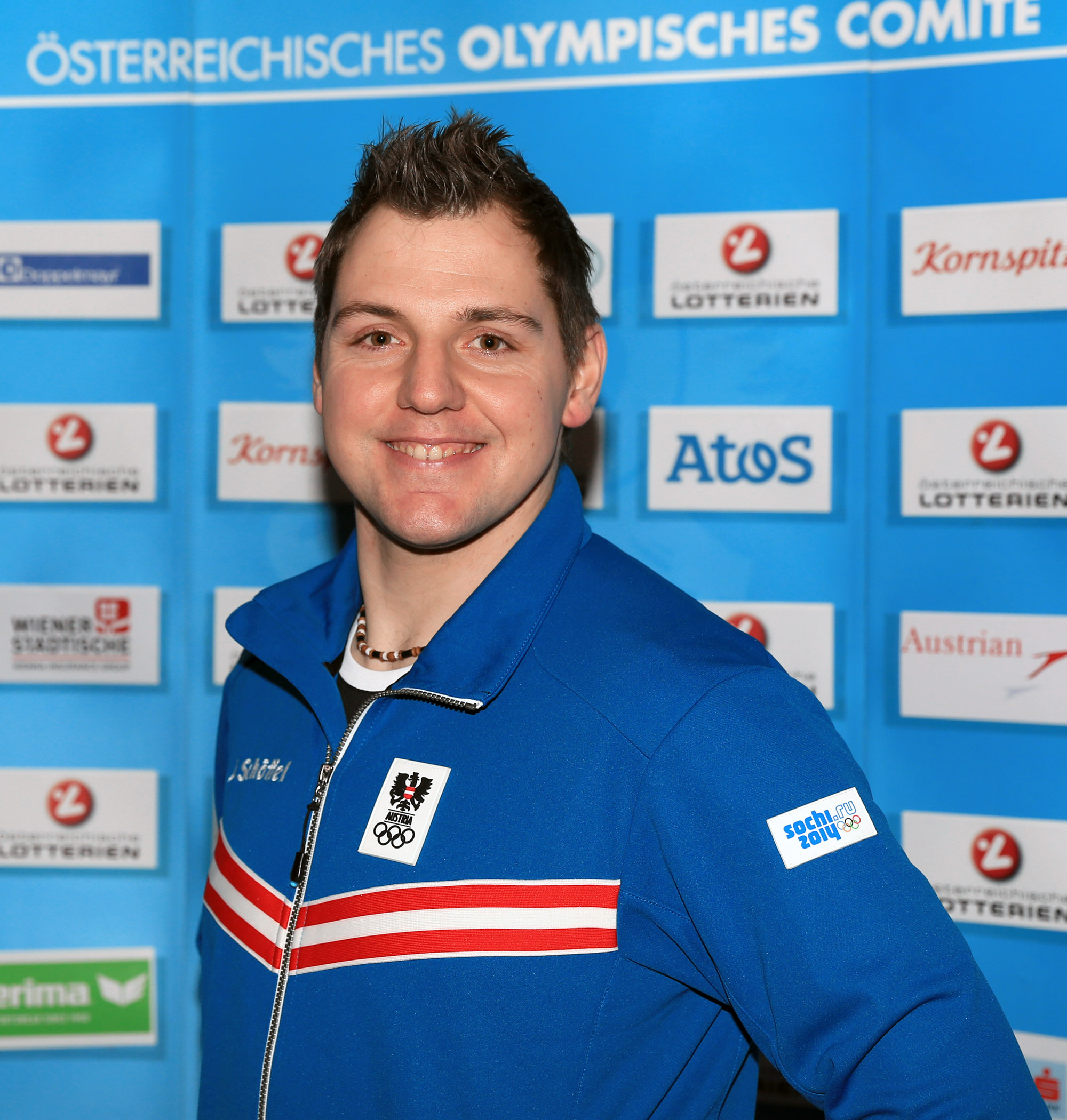
Daniel Pfister (2014)

Daniel Pfister (* 7. Dezember 1986 in Schwaz) ist ein ehemaliger österreichischer Rennrodler.
Daniel Pfister von der TU Sparkasse Innsbruck war seit 1994 Rennrodler. Der Fügener wurde 2006 in Altenberg Vize-Junioren-Weltmeister. Seit der Saison 2004/05 startete Pfister im Rennrodel-Weltcup. In seinen beiden ersten Saisonen erreichte er den 16. und 18. Rang in der Gesamtwertung. 2006/07 machte er einen großen sportlichen Schritt nach vorn. In neun Rennen kam er viermal unter die besten Zehn, in Calgary erreichte er sein bis dahin bestes Einzelergebnis. Die Gesamtwertung schloss er auf dem neunten Platz ab. Beim Challenge-Cup 2006/07 wurde er in der Gesamtwertung sogar Achter. Bei den Team-Weltcuprennen von Königssee wurde er mit Österreich Zweitplatzierter, in Winterberg Dritter. Der Rennrodel-Weltcup 2007/08 begann für den Österreicher erfolgreich. Zum Auftakt in Lake Placid belegte er den vierten Rang und damit seine bis dahin beste Weltcupplatzierung in einem Einzelrennen, mit dem Team wurde er erneut Zweiter. Die Rennrodel-Weltmeisterschaften 2005 beendete er als 15. im Einzel, 2007 wurde er Zwölfter und gewann mit dem Team die Bronzemedaille hinter Deutschland und Italien. Die Saison 2008/09 wurde zu Pfisters bislang bester. In den ersten sieben Saisonrennen platzierte er sich immer auf einstelligen Rängen. In Cesana Pariol belegte er als Drittplatzierter erstmals einen Rang auf dem Podest. Bisheriger größter Erfolg wurde der Gewinn der Bronzemedaille bei den Rennrodel-Weltmeisterschaften 2009 in Lake Placid. Bei den Olympischen Winterspielen 2010 in Vancouver wurde Pfister als bester Österreicher Sechster.
2015 beendet Pfister seine Karriere.

## Erfolge (Weltcupsiege)
Teamstaffel
| Nr. | Datum        | Ort        | Bahn                           |
| --- | ------------ | ---------- | ------------------------------ |
| 1.  | 9. Dez. 2007 | Winterberg | Bobbahn Winterberg             |
| 2.  | 7. Dez. 2008 | Sigulda    | Rennrodel- und Bobbahn Sigulda |